# رابرت بورگ
رابرت بورگ (انگلیسی: Robert Borg؛ ۲۷ مه ۱۹۱۳ – ۵ آوریل ۲۰۰۵) سوارکار اهل ایالات متحده آمریکا بود.
وی در مسابقات کشوری و بین‌المللی در مجموع برندهٔ ۲ مدال نقره شده‌است.